# Heroes of Might and Magic: Quest for the Dragon Bone Staff
Heroes of Might and Magic: Quest for the Dragon Bone Staff is een computerspel uit 2001 gemaakt voor de PlayStation 2.
Hoewel er geen officiële bronnen zijn die het bevestigen, is het spel een uitgebreide remake van King's Bounty. Om deze reden heeft het spel maar weinig te maken met de rest van de Heroes of Might and Magic serie en is de speelwijze enigszins gedateerd.